# آندریا مانچینی (بازیکن فوتبال، زاده ۱۹۹۶)
آندریا مانچینی (انگلیسی: Andrea Mancini؛ زادهٔ ۲۶ آوریل ۱۹۹۶) بازیکن فوتبال اهل ایتالیا است.
از باشگاه‌هایی که در آن بازی کرده‌است می‌توان به باشگاه فوتبال ویچنزا و باشگاه فوتبال دلفینو پسکارا اشاره کرد.